# Tod (jednostka miary)
Tod (też: tode, todd, todde, toad i tood) – dawna angielska jednostka masy, równa 28 funtów, czyli 12,7 kg. Stosowana była do pomiaru masy wełny. 